# 貝歇爾 (餐點)
貝歇爾（法語：Beuchelle）是源自於奧地利內臟料理布歇爾（德語：beuschel）而來，現在已經是一道著名的法國料理。

## 歷史沿革
傳奇廚師愛德華·尼尼翁曾經於19世紀末，前往奧地利工作，因此接觸過他們的布歇爾料理，原先的布歇爾會放入各式各樣小牛的內臟，例如：肺臟、肝臟、胰臟、腎臟等等，但是愛德華·尼尼翁改良過後的貝歇爾，僅使用牛的腎臟和胰臟，再加入羊肚菌、蘑菇、松露，最後用加鹽的奶油就完成了這道料理，這是愛德華·尼尼翁獻給奧地利和匈牙利的國王法蘭茲·約瑟夫一世，後來他也將這道料理帶回法國，日後成為法國家喻戶曉的內臟料理美食。
這道料理在法國人的飲食習慣當中，通常會佐紅酒一起享用。